# Baran, Rajasthan
Baran là một thành phố và khu đô thị của quận Baran thuộc bang Rajasthan, Ấn Độ.

## Địa lý
Baran có vị trí 25°06′B 76°31′Đ / 25,1°B 76,52°Đ Nó có độ cao trung bình là 262 mét (859 foot).

## Nhân khẩu
Theo điều tra dân số năm 2001 của Ấn Độ, Baran có dân số 78.372 người. Phái nam chiếm 52% tổng số dân và phái nữ chiếm 48%. Baran có tỷ lệ 66% biết đọc biết viết, cao hơn tỷ lệ trung bình toàn quốc là 59,5%: tỷ lệ cho phái nam là 75%, và tỷ lệ cho phái nữ là 56%. Tại Baran, 16% dân số nhỏ hơn 6 tuổi.